# Cantonul Saint-Martin-de-Seignanx
Cantonul Saint-Martin-de-Seignanx este un canton din arondismentul Dax, departamentul Landes, regiunea Aquitania, Franța.

## Comune
| Comune                   | Populație (1999) | Cod poștal | Cod INSEE |
| ------------------------ | ---------------- | ---------- | --------- |
| Biarrotte                | 243              | 40390      | 40042     |
| Biaudos                  | 712              | 40390      | 40044     |
| Ondres                   | 4 328            | 40440      | 40209     |
| Saint-André-de-Seignanx  | 1 489            | 40390      | 40248     |
| Saint-Barthélemy         | 338              | 40390      | 40251     |
| Saint-Laurent-de-Gosse   | 504              | 40390      | 40268     |
| Saint-Martin-de-Seignanx | 4 715            | 40390      | 40273     |
| Tarnos                   | 11 154           | 40220      | 40312     |